# Armenische Bergotter
Die Armenische Bergotter (Montivipera raddei, Syn.: Vipera raddei), auch Raddes Otter, ist eine Art der Bergottern (Montivipera) innerhalb der Vipern (Viperidae). Sie ist über weitere Teile Armeniens, Aserbaidschan, den nordwestlichen Iran sowie das östliche Grenzgebiet der Türkei verbreitet. Der wissenschaftliche Name ehrt den deutsch-russischen Zoologen Gustav Radde (1831–1903).

## Merkmale
Die Armenische Bergotter ist eine mittelgroße Art der Gattung und erreicht eine durchschnittliche Länge von etwa 70 bis 90 cm, wobei die Weibchen größer sind als die Männchen und Rekordlängen um 110 cm erreicht werden können. Die Grundfarbe ist graubraun, hellgrau, lehmfarben oder schwarzgrau mit einer Rückenzeichnung aus einem Wellen- oder Zickzackband. Dies besteht aus miteinander verschmolzenen, gelben bis gelborangenen oder rötlichen Rückenflecken, die an den Rändern schwarz eingefasst sein können. Die Körperseiten besitzen häufig dunkle Barrenflecken. Melanistische Individuen sind nicht bekannt. Der Bauch ist dunkelgrau bis schwarzgrau. Die Oberseite des Kopfes ist im hinteren Bereich dunkel gezeichnet, davor liegen zwei getrennte Punktflecken. Über die Augen zieht sich ein dunkles Schläfenband bis zu den Mundwinkeln.
Der Kopf ist schmal und etwas vom Rest des vergleichsweise schlanken Körpers abgesetzt. Die Augen besitzen vertikale Pupillen. Mit Ausnahme der dreieckigen Überaugenschilde, die hervorspringend die Augen überdecken, sind die Kopfschilde in kleine Einzelschuppen aufgelöst. Der Überaugenschild bildet zum Hinterkopf eine scharfe Kante, während die Schnauzenregion abgerundet ist. Das Nasenloch befindet sich im unteren Bereich der Nasale. Unterhalb der Augen befinden sich zwei Reihen von Unteraugenschilden (Supraocularia), darunter liegen 9 bis 10 Oberlippenschilde (Supralabialia). Die Körperschuppen sind gekielt. Um die Körpermitte liegen meistens 23 bis 24, seltener 21 bis 25 Schuppenreihen. Die Unterschwanzschilde (Subcaudalia) sind wie bei allen Arten der Gattung geteilt.

## Verbreitung und Lebensraum

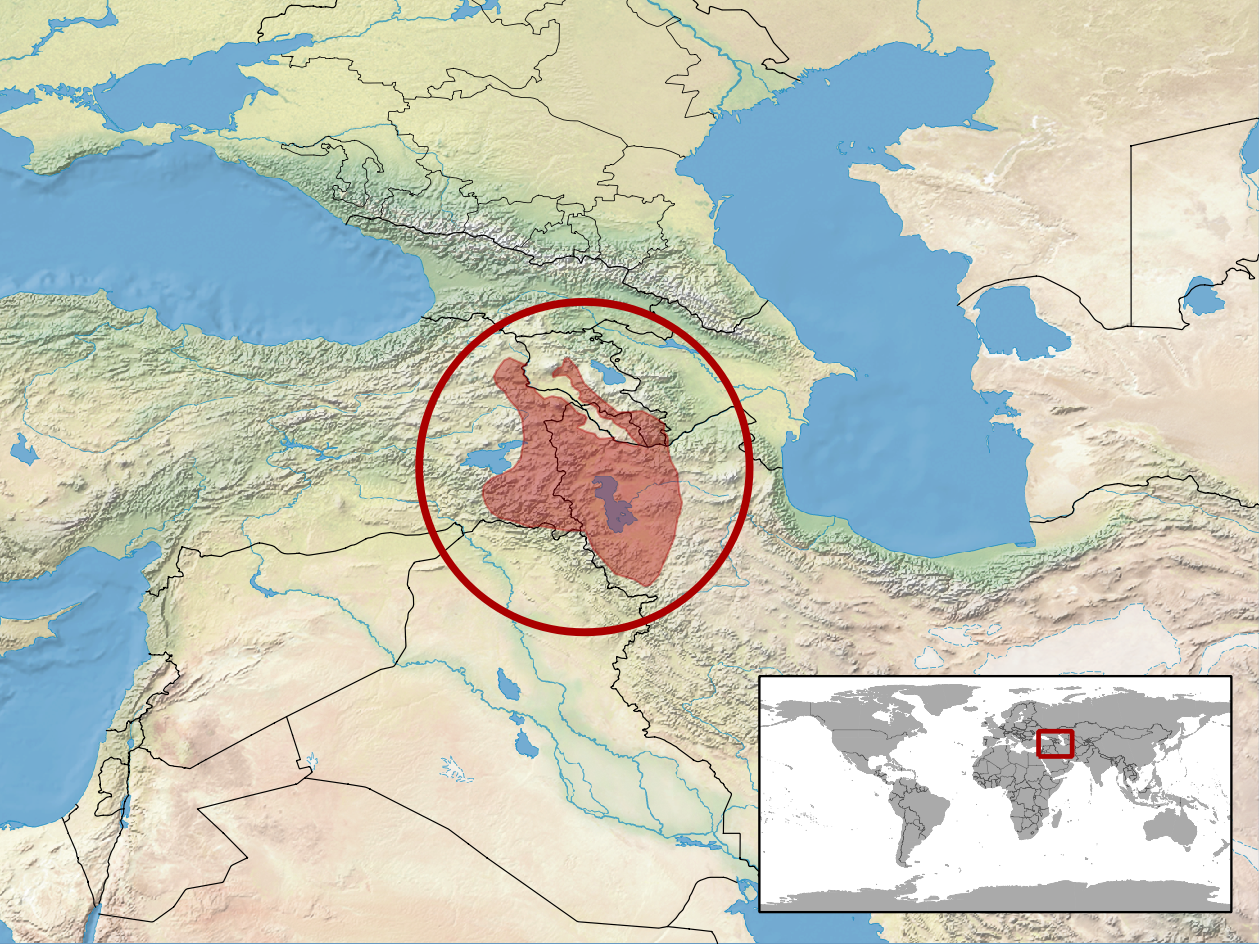
Verbreitungsgebiet

Die Armenische Bergotter ist in Armenien, Aserbaidschan, den nordwestlichen Iran sowie das östliche Grenzgebiet der Türkei zu finden. Als Lebensraum bevorzugt sie lichte Eichenwälder und mit Steinbrocken durchsetzte Berghänge in Höhenlagen zwischen 1.200 und 3.000 Metern.

## Lebensweise
Die Armenische Bergotter ist überwiegend tagaktiv und lebt eher versteckt als Bodenschlange. Die Winterruhe dauert bei dieser Art je nach Höhe bis zu sieben Monate. Sie ernährt sich wahrscheinlich vor allem von Kleinsäugern wie Mäusen und Ratten sowie von Eidechsen und jungen Vögeln, die sie durch einen Giftbiss tötet. Die Jungschlangen ernähren sich von kleinen Eidechsen.
Die Schlange ist lebendgebärend (ovivivipar). Als vermutete Paarungszeit wird aufgrund der Hochlagen der April bis Mai angenommen.

## Systematik
Innerhalb der Armenischen Bergotter werden zwei Unterarten unterschieden:
- M. r. raddei in Armenien, Aserbaidschan und dem türkisch-russischen Grenzgebiet
- M. r. kurdistanica im nordwestlichen Iran und dem iranisch-türkischen Grenzgebiet

Die taxonomische Einordnung der Art befindet sich aktuell in der Diskussion, daher finden sich in der Literatur zwei alternative Gattungsbezeichnungen. Traditionell wurde die Bergotter der Gattung Vipera zugeordnet und bildete innerhalb dieser einen Artkomplex mit einer Reihe weiterer Arten, der als Vipera xanthina-Komplex bezeichnet wird. Alle Arten innerhalb dieses Komplexes teilen anatomische Merkmale mit der Bergotter und leben über den kleinasiatischen Raum verstreut in größeren Höhen relativ isolierter Berglandschaften.
Einschließlich der Bergotter gehören der Gattung Montivipera heute folgende Arten an:
- M. albicornuta
- M. albizona
- Libanesische Bergotter (M. bornmuelleri)
- Taurische Bergotter (M. bulgardaghica)
- Elburs-Bergotter (M. latifii)
- Armenische Bergotter (V. raddei)
- Wagners Bergotter (M. wagneri)
- Kleinasiatische Bergotter (M. xanthina)

Einige dieser Arten galten bis vor wenigen Jahren als Unterarten der Kleinasiatischen Bergotter, dabei ist der Artstatus beispielsweise von V. bulgardaghica oder V. albicornuta bis heute umstritten.
1999 wurde für diesen Komplex eine Auslagerung aus der Gattung Vipera unter dem neuen Gattungsnamen Montivipera vorgeschlagen, der sich in der Literatur allerdings nur bedingt durchsetzen konnte. So führen Joger und Nilson 2005 die Bergotter unter dem Artnamen Montivipera xanthina und die Datenbank The Reptile Database hat die Gattung Montivipera als eigene Gattung aufgestellt und von Vipera getrennt. Mallow et al. 2003 führt diese und die anderen Arten jedoch weiterhin unter den etablierten Namen innerhalb der Gattung Vipera und ordnen sie der Untergattung Montivipera zu.
Durch Lenk et al. 2001 wurde die Monophylie der Montivipera-Arten als eigenes Taxon über immunologische Untersuchungen bestätigt. Diese stellen entsprechend den Ergebnissen allerdings die Schwestergruppe zweier Großvipern-Arten (Macrovipera) innerhalb eines Komplexes aus Daboia, Macrovipera und den Montivipera-Arten dar, wodurch die Gattung Vipera mit Einbeziehung der Untergattung Montivipera nicht mehr als natürliche Verwandtschaftsgruppe mit allen Abkömmlingen einer Stammart (monophyletische Gruppe) haltbar und als paraphyletisch zu betrachten ist.
| N.N. | \| \| Montivipera \| \| \| \| \| \| Macrovipera \| \| \| \| |
|      | \| \| Montivipera \| \| \| \| \| \| Macrovipera \| \| \| \| |
|      | Daboia                                                      |
|      |                                                             |
|      | Montivipera                                                 |
|      |                                                             |
|      | Macrovipera                                                 |
|      |                                                             |

|  | Montivipera |
|  |             |
|  | Macrovipera |
|  |             |

| N.N. | \| \| Montivipera \| \| \| \| \| \| Macrovipera \| \| \| \| |
|      | \| \| Montivipera \| \| \| \| \| \| Macrovipera \| \| \| \| |
|      | Daboia                                                      |
|      |                                                             |
|      | Montivipera                                                 |
|      |                                                             |
|      | Macrovipera                                                 |
|      |                                                             |

|  | Montivipera |
|  |             |
|  | Macrovipera |
|  |             |

| N.N. | \| \| Montivipera \| \| \| \| \| \| Macrovipera \| \| \| \| |
|      | \| \| Montivipera \| \| \| \| \| \| Macrovipera \| \| \| \| |
|      | Daboia                                                      |
|      |                                                             |
|      | Montivipera                                                 |
|      |                                                             |
|      | Macrovipera                                                 |
|      |                                                             |

|  | Montivipera |
|  |             |
|  | Macrovipera |
|  |             |

| N.N. | \| \| Montivipera \| \| \| \| \| \| Macrovipera \| \| \| \| |
|      | \| \| Montivipera \| \| \| \| \| \| Macrovipera \| \| \| \| |
|      | Daboia                                                      |
|      |                                                             |
|      | Montivipera                                                 |
|      |                                                             |
|      | Macrovipera                                                 |
|      |                                                             |

|  | Montivipera |
|  |             |
|  | Macrovipera |
|  |             |

| N.N. | \| \| Montivipera \| \| \| \| \| \| Macrovipera \| \| \| \| |
|      | \| \| Montivipera \| \| \| \| \| \| Macrovipera \| \| \| \| |
|      | Daboia                                                      |
|      |                                                             |
|      | Montivipera                                                 |
|      |                                                             |
|      | Macrovipera                                                 |
|      |                                                             |

|  | Montivipera |
|  |             |
|  | Macrovipera |
|  |             |

| N.N. | \| \| Montivipera \| \| \| \| \| \| Macrovipera \| \| \| \| |
|      | \| \| Montivipera \| \| \| \| \| \| Macrovipera \| \| \| \| |
|      | Daboia                                                      |
|      |                                                             |
|      | Montivipera                                                 |
|      |                                                             |
|      | Macrovipera                                                 |
|      |                                                             |

|  | Montivipera |
|  |             |
|  | Macrovipera |
|  |             |

| N.N. | \| \| Montivipera \| \| \| \| \| \| Macrovipera \| \| \| \| |
|      | \| \| Montivipera \| \| \| \| \| \| Macrovipera \| \| \| \| |
|      | Daboia                                                      |
|      |                                                             |
|      | Montivipera                                                 |
|      |                                                             |
|      | Macrovipera                                                 |
|      |                                                             |

|  | Montivipera |
|  |             |
|  | Macrovipera |
|  |             |

| N.N. | \| \| Montivipera \| \| \| \| \| \| Macrovipera \| \| \| \| |
|      | \| \| Montivipera \| \| \| \| \| \| Macrovipera \| \| \| \| |
|      | Daboia                                                      |
|      |                                                             |
|      | Montivipera                                                 |
|      |                                                             |
|      | Macrovipera                                                 |
|      |                                                             |

|  | Montivipera |
|  |             |
|  | Macrovipera |
|  |             |

Diese Ansicht wird bestätigt durch Garrigues et al. 2004, in dem die Vipern eine europäische Sektion aus verschiedenen Vipera-Arten sowie eine orientalische Sektion aus den benannten Gattungen Daboia und Macrovipera sowie den Montivipera-Arten bilden. Heute werden entsprechend alle Arten des xanthina-Kolmplexes der Gattung Montivipera zugeschlagen.

## Schlangengift
Das Gift der Armenischen Bergotter ist wie das aller Vipera-Arten hämotoxisch, eine ärztliche Behandlung mit einem adäquaten Antivenin ist notwendig.

## Belege
1. ↑  G. Nilson, C. Andrés: The mountain vipers of the middle east – The Vipera xanthina complex (Reptilia, Viperidae). Bonner zoologische Monographien Nr. 20, Bonn 1986; ISBN 3-925382-20-8
2. ↑  Alle Angaben nach Mallows et al. 2003
3. ↑  Montivipera In: The Reptile Database; abgerufen am 22. Januar 2011.
4. ↑  Lenk, P., S. Kalayabina, M. Wink & U. Joger: Evolutionary relationships among the true vipers (Reptilia: Viperidae) inferred from mitochondrial DNA sequences. Molecular Phylogenetics and Evolution 19; 2001: 94–104. (Volltext-PDF)
5. ↑  Thomas Garrigues,  Catherine Dauga, Elisabeth Ferquel, Valérie Choumet and Anna-Bella Failloux: Molecular phylogeny of Vipera Laurenti, 1768 and the related genera Macrovipera (Reuss, 1927) and Daboia (Gray, 1842), with comments about neurotoxic Vipera aspis aspis populations. Molecular Phylogenetics and Evolution 35 (1), 2005; S. 35–47.
6. ↑  Nikolaus Sümple, Ulrich Joger: Recent advances in phylogeny and taxonomy of Near and Middle Eastern Vipers – an update.  ZooKeys 31 (2009), Special Issue. (PDF-Download (Memento des Originals vom 8. Januar 2010 im Internet Archive)  Info: Der Archivlink wurde automatisch eingesetzt und noch nicht geprüft. Bitte prüfe Original- und Archivlink gemäß Anleitung und entferne dann diesen Hinweis.).